# 東浦城
東浦城（ひがしうらじょう）は、静岡県藤枝市下藪田字東浦にあった中世の日本の城。

## 概要
藤枝市北部の潮山から南西へ延びた尾根筋末端、福田山最林寺裏の標高52メートルほどの小丘一帯にあった。
遺構は宅地造成や藤枝バイパスによる破壊が著しいが、南北方向に2つの曲輪が残り、その間に空堀が残る。また最林寺南西の智勝神社付近に「堀ノ内」と言う地名が残る。
史料に記録がないため詳細不明の城郭であるが、駿河今川氏が駿府に入る前の本拠地であった葉梨の地に近いため、今川氏関係の城郭ではないかと推定されている。